# Céline Bara
Céline Bara (Antony; 9 de septiembre de 1978) es una actriz pornográfica francesa.

## Biografía
Céline Bara una actriz pornográfica nacida en el suburbio parisino de Antony. 
A los 19 años se casó con su primo Cyrille Bara, y luego de ello audicionó para películas pornográficas, filmando 160 películas en sólo 2 años, nombramiento en Hot d'or 2000 como Actriz de Principiante del Año y crea su sociedad de producción y de edición de revistas como "Bara mag", "Bara DVD" o " Bara Libertine".
En el 2001 los esposos Bara fueron detenidos y encarcelado a la prisión de Fleury Mérogis, siendo condenados a 4 años de prisión por agresión con premeditación. Habiendo sido liberada en el 2002 crea el ORA (Organización Radical Athéiste).
En el 2007 funda "Céline Bara Studio", sociedad de producción de películas, publica su biografía "La Sodomite", y acaba en 2008 llegando a las 180 películas rodadas. En el 2009, para celebrar sus diez años de carrera, provoca una pequeña revolución en el medio de X inaugurando el concepto de la gratuidad total en el porno.
Bara es considerada una actriz hardcore (fist vaginal, anal, penetración doble) y barebacking, reivindica una homosexualidad que se le reveló a lo largo de su carrera. Es hoy la única actriz pornográfica que siempre se ha negado a utilizar un seudónimo y que ha utilizado siempre su verdadero nombre.

## Filmografía parcial
- 2015: Antithéiste Dirigida por Cyrille Bara, con Céline Bara, Leïla Sheitan, Lilith Leviathan. Céline Bara Studio
- 2012: Baranormal sexuality Dirigida por Cyrille Bara, con Céline Bara, Lola Sulfureuse, Cathy de France. Céline Bara Studio
- 2011: Bara Sex Dance porno-animato 3D dirigida por Cyrille Bara. Céline Bara Studio
- 2011: Baradoxal dirigida por Cyrille Bara, con Céline Bara, Helena Bella, Sulfureuse. Céline Bara Studio
- 2010: Céline vs Stéphanie dirigida por Cyrille Bara, con Céline Bara, Stéphanie B. Céline Bara Studio
- 2010: Baraback dirigida por Cyrille Bara. Céline Bara Studio
- 2010: Céline Bara vs Satan porno-animato dirigida por Cyrille Bara, con Céline Bara. Céline Bara Studio
- 2010: Star Trik dirigida por Cyrille Bara, con Céline Bara, Héléna Bella. Céline Bara Studio
- 2009: Pornanthologie volume 1 dirigida por Cyrille Bara. Céline Bara Studio
- 2009: Pornanthologie volume 2 dirigida por Cyrille Bara. Céline Bara Studio
- 2009: Pornanthologie volume 3 dirigida por Cyrille Bara. Céline Bara Studio
- 2008: Au nom du Fist dirigida por Cyrille Bara, con Héléna Bella, Aurore, Audrey. Céline Bara Studio
- 2003: Doktor Fellatio 18. Elegant angel
- 2001: Enculator dirigida por Cyrille Bara, con Samantha, Alona, Tony Carrera, Dino Toscani
- 2001: Déclic Rectal dirigida por Cyrille Bara, con Samantha, Sophie Roche, Nicole Fist, Philippe Duroc, Tony Carrera
- 2001: The Bara Sex Show dirigida por Cyrille Bara, con Mandy Léone, Alona, Roxanna, Tony Carrera, Tristán Malick, Philippe Duroc, Dino Toscani
- 2001: Psychose Rectale dirigida por Cyrille Bara, con Alona, Sophie Roche, Mandy Léone, Tony Carrera, Gilles Stuart, Philippe Duroc, Dino Toscani
- 2000: Hardlander dirigida por Cyrille Bara, con Mandy Léone, Roxanna, Alona, Eléa Moore, Tristán Malick, Tony Carrera, Gilles Stuart
- 2000:Casseur de fesses dirigida por Cyrille Bara, con Priscillia Lenn, Nina, Shannon, Vahyna, Tristán Malick, Tony Carrera, Gilles Stuart
- 2000: Doggy girls dirigida por Cyrille Bara, con Nina, Roxanna, Shannon, Tristán Malick
- 2000: Les Garces des étoiles dirigida por Cyrille Bara, con Delfynn Delage, Priscillia Lenn, Vahyna, Tony Carrera, Gilles Stuart, Dino Toscani
- 2000: Fiction anal dirigida por Cyrille Bara, con Delfynn Delage, Selena de Sade, Virginie, Tristán Malick, Tony Carrera, Gilles Stuart
- 2000: Hardlander dirigida por Cyrille Bara, con Delfynn Delage, Sophie Roche, Vahyna, Tony Carrera, Tristán Malick
- 2000: Obsessions Virtuelles dirigida por Cyrille Bara, con Genny, Angelique, Fyona, Tristán Malick
- 2000: Libre excès dirigida por Cyrille Bara, con Vahyna, Nicole Fist, Aphrodite, Tony Carrera, Gilles Stuart, Tristán Malick
- 2000: Sex Dream dirigida por Cyrille Bara, con Delfynn Delage, Avalone, Fyona, Tony Carrera, Gilles Stuart, Tristán Malick
- 2000: Agent 7007 dirigida por Cyrille Bara, con Delfynn Delage, Roxanna, Aphrodite, Tony Carrera, Gilles Stuart
- 2000:Analyseur dirigida por Cyrille Bara, con Séléna de Sade, Priscillia Lenn, Roxanna, Tony Carrera, Gilles Stuart
- 2000:Girls in Black dirigida por Cyrille Bara, con Priscillia Lenn, Mégane, Cynthia, Tony Carrera
- 2000:Dévore moi dirigida por Cyrille Bara, con Eléa Moore, Aphrodite, Natacha, Gilles Stuart
- 2000:Anal Training dirigida por Cyrille Bara, con Cassandra, Avalone, Kelly, Joachim Lawson, Dino Toscani
- 2000:Les confessions dirigida por Céline de Cyrille Bara, con Carat de Vandière, Martine, Alexandra, Tristán Malick
- 2000:La diablesse dirigida por Cyrille Bara, con Dará, Goldy Finger, Tony Carrera, Gilles Stuart
- 2000:Les Fantasmes de Céline dirigida por Cyrille Bara, con Priscillia Lenn, Gaëlle Lansac, Tony Carrera
- 2000:Black is black 3 dirigida por Joachim Lawson con Ángela Tiger, Laura Angel. Concorde
- 2000:Lesbian anal 5 dirigida por Stan Lubrick con Priscillia Lenn, Prisca. Concorde
- 2000:Les Tontons tringleurs dirigida por Alain Payet con Tavalia Griffin, Dolly Golden, Lina Rush, Delfynn Delage. Blue One
- 2000: 2000 ans d'amour, dirigida por Alain Payet con Elodie Chérie, Silvia Saint, Delfynn Delage, Olivia de Treville, Daniella Rush, Dru Berrymore. Colmax
- 2000: Au Féminin, con Dolly Golden, Gina Ryder, Bridgette Kerkove, Chelynne Silver, Chelbee Myne. Imamedia
- 2000: Whore Factory con Candy, Roxxx, Dynamite, Layla Jade. Extrem associat
- 2000: Cock smokers 16. Extrem associat
- 2000: Smell like fish con Candy Kiss, Amber Michaels, Gens-X, Jasmin Saint Claire, Nikita Kash. Extrem associat
- 1999: Wild Wild Sex dirigida por Fabien Lafait, con Océane, Heidy Cassini, Thérésa Visconti. Maeva vidéo
- 1999: Amours de femmes dirigida por Fabien Lafait, con Maeva Exel, Gina Vice, Nathalie Dune. Maeva Vidéo
- 1999: Police des moeurs dirigida por Silvio Bandinelli con Laura Angel, Eva Falk, Ángela Tiger, Mathilda. Colmax
- 1999: Les filles de la patronne dirigida por Max Bellocchio con Joy Karin's, Renata Rey, Ángela Tiger. Marc Dorcel
- 1999: Passage à l'acte dirigida por Patrice Cabanel, con Océane, Nathalie Dune. JTC
- 1999: Tournage X 2, dirigida por Fred Coppula con Océane, Nathalie Dune. Luxor Vidéo
- 1999: Ass woman 8, con Rita Cardinale, Ángela Tiger. XY video
- 1999: Fist Uro 18 dirigida por Didier Parker, con Cathy, Anita. Concorde
- 1999: Les ensorceleuses ou le Projet Blair Bitch, con Véronique Lefay, Dolly Golden, Nataly Dune. Mad X
- 1999: Requiem anal dirigida por Gabriel Zéro, con Lee Anh, Carinne, Debbie. Lucy vidéo
- 1999: Extrem anal 11 dirigida por Stan Lubrick, con Melissa Kine. Concorde
- 1999: Toisons au naturel dirigida por Philippe Soine, con Laura, Anita. Alkrys
- 1999: 95C regia di Lætitia, con Inés, Betty Bell, Betty Black. Nanou vidéo
- 1999: Malicia la malicieuse dirigida por Lætitia, con Malicia, Yves Baillat. Nanou vidéo
- 1999: Profession enculeur dirigida por Lætitia. Nanou vidéo
- 1999: Grosses névrosées du cul . MST